# 西夏区
西夏区（せいか-く）は中華人民共和国寧夏回族自治区銀川市に位置する市轄区。

## 歴史
2002年10月19日、銀川市市轄区の行政区画再編の際に新城区管轄の朔方路・文昌路・北京西路・西花園・寧華路の5街道弁事処及び郊区管轄の鎮北堡鎮・興涇鎮・蘆花郷に西夏区が設置された。

## 行政区画
- 街道:西花園街道、北京西路街道、文昌路街道、朔方路街道、寧華路街道、賀蘭山西路街道、懐遠路街道
- 鎮:興涇鎮、鎮北堡鎮